# Vinealobryum insulanum
Vinealobryum insulanum là một loài rêu thuộc họ Pottiaceae. Loài này được (De Not.) R.H. Zander mô tả khoa học năm 2013.